# Redundanz (Kommunikationstheorie)

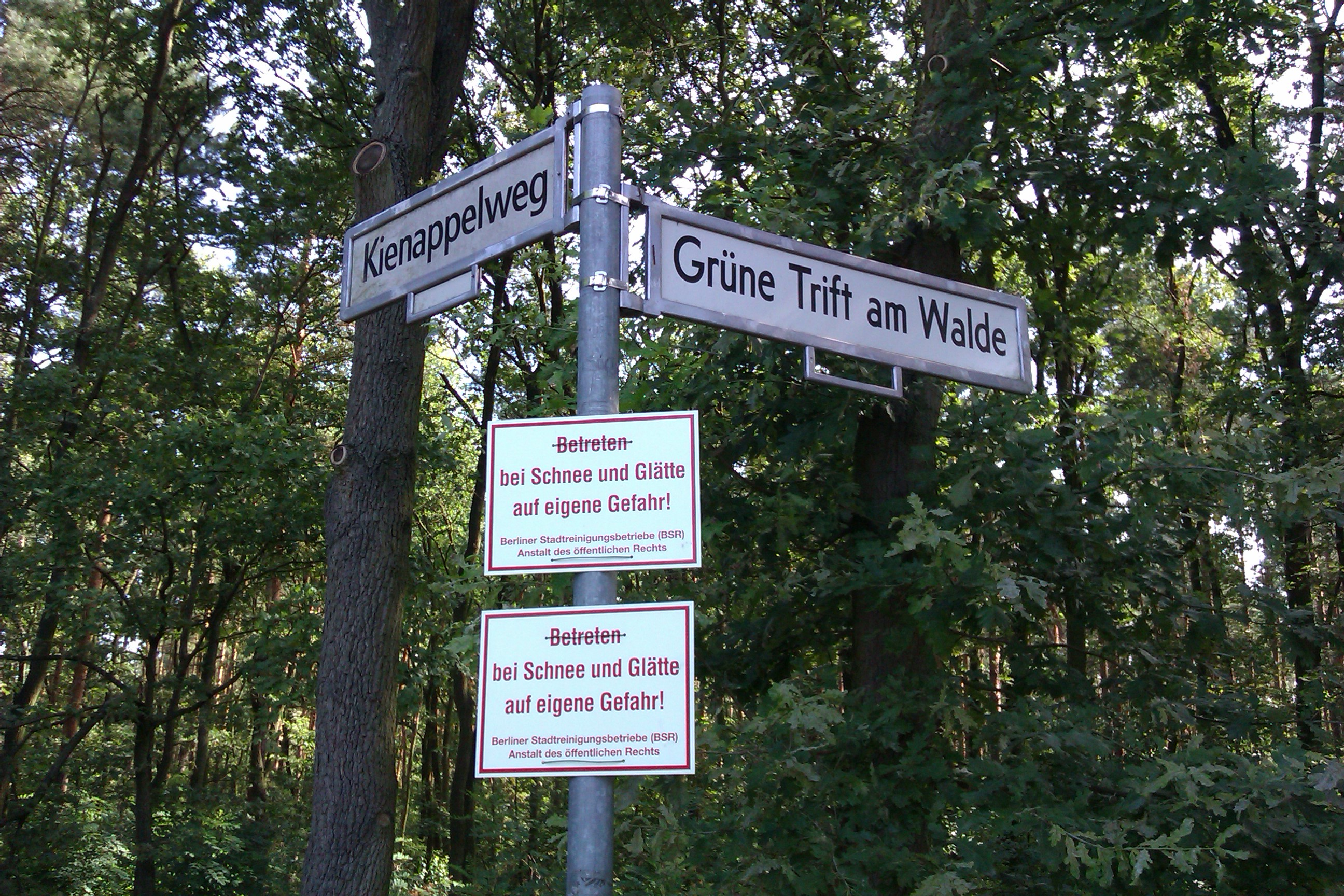
Redundante Beschilderung in Berlin.

Unter Redundanz (von lateinisch redundare ‚im Überfluss vorhanden sein‘; Plural: Redundanzen) versteht man in der Sprachtheorie die mehrfache Nennung von Informationen, die für das Verständnis des Gesamtkontexts nicht notwendig sind. Es handelt sich um die ungenutzten Teile des Aufwands, also um diejenigen Elemente einer Mitteilung, die über den nackten Neuigkeitswert hinausgehen und folglich weggelassen werden können. 
Redundanz gilt als wichtiges Rhetorisches Stilmittel. Redner wiederholen in ihrer Rede Inhalte – zum Beispiel weil viele Zuhörer diese bei der ersten Erwähnung nicht aufnehmen können oder weil dem Redner diese Inhalte besonders wichtig sind und er signalisieren möchte, wie wichtig ihm diese sind.

Man unterscheidet grundsätzlich zwischen der förderlichen Redundanz (deren Ziel es ist, das Bestehen des Informationsgehalts zu gewährleisten) und der leeren Redundanz (bei der diese Absicht fehlt).
Wolf Schneider unterscheidet – mit Blick auf die Aufgaben von Journalisten – zwischen notwendiger und überflüssiger Redundanz. Im Journalismus sei die Frage zentral, welcher Wortaufwand über die nackte Information hinaus adäquat sei, um der Verständigung am besten zu dienen. Je nachdem, was man zu sagen habe, wen man als Zielperson im Blick habe und in welcher Situation man es sage, komme es darauf an entweder keine, oder wenige oder sogar viel Redundanz aufzubringen. Dies umso mehr, je komplizierter das Thema inhaltlich sei, je gleichgültiger eine Leserschaft dem Thema mutmaßlich gegenüber trete, je träger und müder die Rezipienten seien und je enger und niedriger ihr Erwartungshorizont sei. Demzufolge habe man es im Journalismus bei der Einschätzung der richtigen Menge Redundanz – also dem Grad der Ausführlichkeit – mit lauter unbekannten Größen zu tun, so dass eine Einschätzung des Publikums hinsichtlich seiner Weltkenntnis und seines Bildungsstandes vorgenommen werden müsse. Fehleinschätzungen führen bisweilen zu Lächerlichkeit. Zum Beispiel sagte Heribert Faßbender bei der Reportage eines Fußballspiels: „jetzt skandieren die Fans wieder: Türkiye, Türkiye. Was so viel heißt wie Türkei, Türkei.“
Unter syntaktischer Redundanz versteht man beispielsweise ein transitives Verb, das ein kategorisches Objekt gedanklich impliziert.
In der Kommunikationswissenschaft lässt sich – in Abgrenzung zu den informations- und sprachtheoretischen Redundanzbegriffen – Redundanz als Gegensatz zu Neuigkeit verstehen.
Die informationstheoretische Redundanz (1. Ordnung) bezieht sich auf Zeichen (Symbole 1. Ordnung).
Die sprachwissenschaftliche (grammatische) Redundanz (2. Ordnung) bezieht sich auf Wörter (Symbole 2. Ordnung).
Die kommunikationswissenschaftliche Redundanz (3. Ordnung) bezieht sich auf ganze Aussagen.
Der kommunikationswissenschaftliche Redundanzbegriff leitet sich daher aus dem kommunikationswissenschaftlichen Informationsbegriff ab. Dieser definiert Information als Aussage mit Neuigkeitswert.
D. h., eine Information muss zwei Bedingungen erfüllen:
1. sie muss eine Aussage enthalten, sie darf nicht nichtssagend (leer) sein;
2. sie darf nicht schon Bekanntes wiederholen. In diesem Sinne definierte Harry Pross Information als Korrelat von Unkenntnis.[5]

Kommunikationswissenschaftlich betrachtet konstituiert sich Redundanz (in der Regel) bei den Rezipienten (Leser, Empfänger, Zuhörer usw.) einer Kommunikation, da nur sie entscheiden können, ob eine Information neu oder schon bekannt ist.
Durch Redundanz wird erreicht, dass eine Information sich bei den Rezipienten besser einprägt und von den Rezipienten auch im Falle einer Störung oder kurzen Ablenkung aufgenommen werden kann.
Es gibt einige rhetorische Figuren, die auf dem Prinzip der Redundanz beruhen:
- Geminatio
- Pleonasmus
- Tautologie
- Wortwiederholung

In den Künsten, zum Beispiel der Lyrik, dient der Refrain als stilistisches Hilfsmittel.

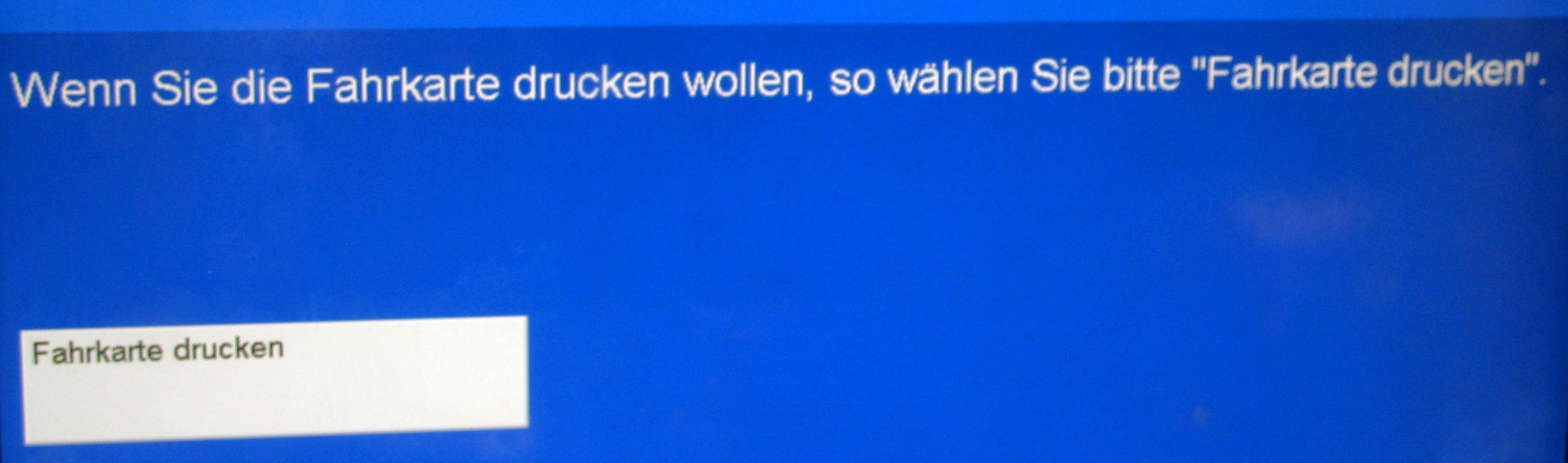
Auch bei Unterscheidung sprachlicher Ebenen der Referenz können die hier zu lesenden Informationen eines Fahrkartenautomaten der Deutschen Bahn vom Empfänger als redundant rezipiert werden.

Beispiele:
- förderliche Redundanz:

„Für Sie ist der rote Knopf am wichtigsten. Wie Sie sehen, gibt es hier auch einen grünen und einen blauen. Aber der rote Knopf ist für Sie am wichtigsten.“
- leere Redundanz:

„Es wird viele Steuersenkungen, viele Strukturreformen, viele Verbesserungen geben.“
„Er kaufte sich ein offenes Cabriolet.“
„Die Gemengelage dabei ist verquickt.“ (Tagesspiegel vom 13. Dezember 2009 S. 10)
- syntaktische Redundanz: „Ich schreibe“ (impliziert gedanklich einen Text/Buchstaben …)
- sprachliche Redundanz: „D Rdndnz ntrlchr Sprchn st zmlch grß.“ Auch ohne Vokale noch verständlich.